# مايك وليامسون
مايكل جيمس «مايك» ويليامسون (ولد في 8 نوفمبر 1983) هو لاعب كرة قدم إنجليزي يلعب لنادي الدوري الممتاز نيوكاسل يونايتد كمدافع. وقع لنيوكاسل من بورتسموث في 27 يناير 2010.

## سيرة اللاعب
نيوكاسل يونايتد
في يوم 27 يناير 2010، أنجز نيوكاسل يونايتد صفقة مايكل وليامسون مقابل مبلغ لم يكشف عنه.
لعب لأول مرة في يوم 27 يناير 2010 في سانت جيمس بارك في مباراة الفوز 2-0 على كريستال بالاس ولعب 90 دقيقة كاملة وفاز بجائزة رجل المباراة.
في يوم 28 يناير تم الكشف عن أنه تم التوقيع مبدئيا مع مايكل بصيغة إعارة طارئة من أجل أن يلعب في المبارة السابقة. ومن ثم، تم الاتفاق على الصيغة النهائية والتوقيع مع ويليامسون على عقد لمدة ثلاث سنوات ونصف.
في 3 كانون الأول 2010، وقع ويليامسون على تمديد العقد لمدة خمس سنوات ونصف السنة مع النادي يمتد لعام 2016.
و في الفترة المتبقية من ذلك الموسم، شكل شراكة موثوق بها مع فابريسيو كولوتشيني في غياب ستيفن تايلور للإصابة.
مع عودة نيوكاسل إلى الدوري الممتاز، واصل ويليامسون شراكته مع كولوتشيني جاعلا ستيفين تايلور على مقاعد البدلاء.
في 11 أبريل من عام 2013، قدم وليامسون مبارته 100 مع نيوكاسل في مباراة التعادل 1-1 مع بنفيكا.

## روابط خارجية
- مايك وليامسون على موقع الاتحاد الأوربي (الإنجليزية)
- مايك وليامسون على موقع قاعدة بيانات كرة القدم.إي يو (الإنجليزية)
- مايك وليامسون على موقع Soccerbase.com (لاعب) (الإنجليزية)
- مايك وليامسون على موقع Soccerway.com (الإنجليزية)
- مايك وليامسون على موقع عالم كرة القدم.نت (الإنجليزية)